# Karl Alzner
Karl Alexander Alzner (* 24. September 1988 in Burnaby, British Columbia) ist ein ehemaliger kanadischer Eishockeyspieler, der im Verlauf seiner aktiven Karriere zwischen 2004 und 2020 unter anderem 750 Spiele für die Washington Capitals und Canadiens de Montréal in der National Hockey League (NHL) auf der Position des Verteidigers bestritten hat.

## Karriere

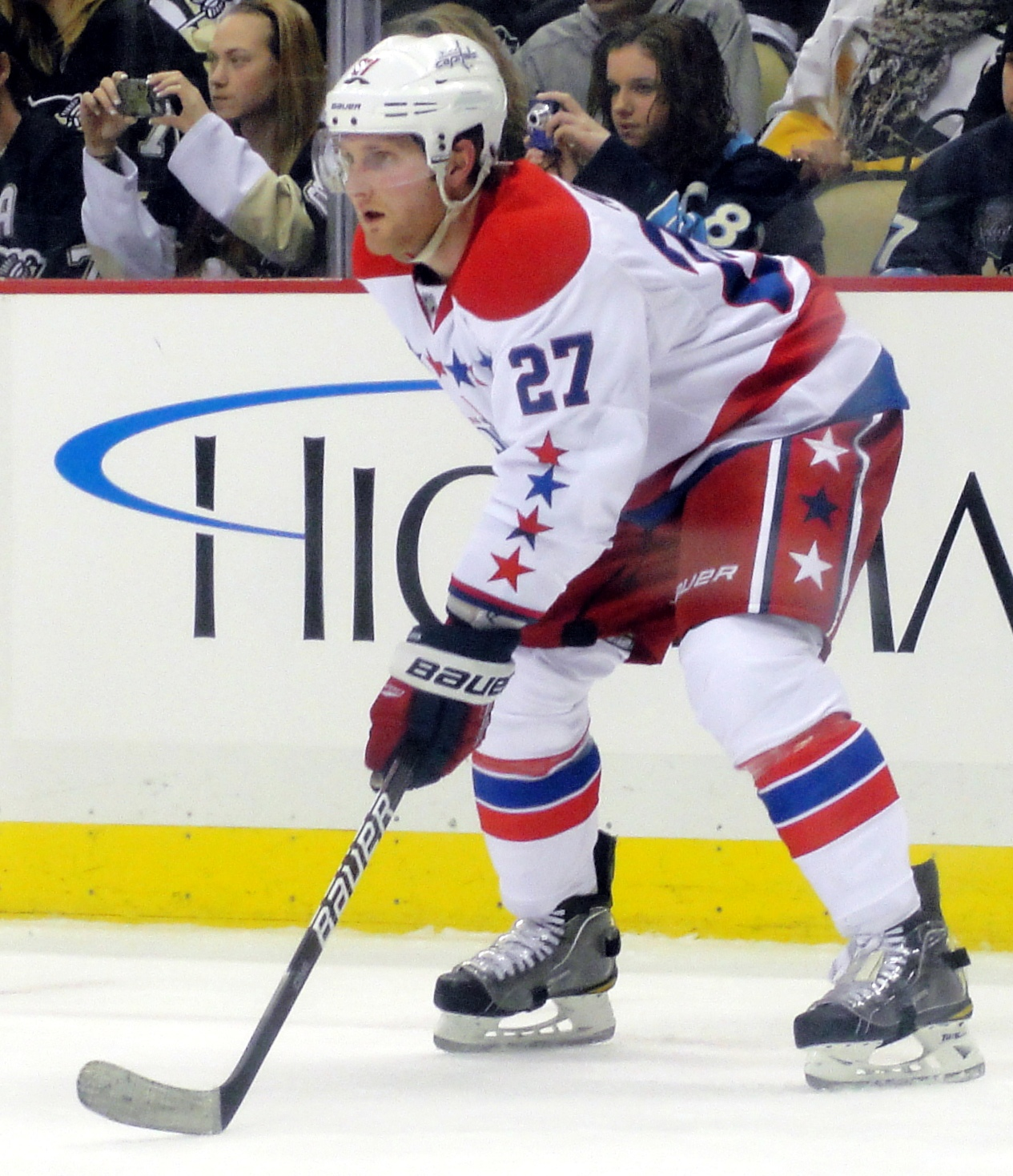
Alzner im Trikot der Washington Capitals (2012)

Karl Alzner begann seine Karriere 2003 bei den Richmond Sockeyes in der Pacific International Junior Hockey League (PIJHL), ehe er im Jahr darauf in die hochklassige Juniorenliga Western Hockey League (WHL) zu den Calgary Hitmen wechselte. In seiner ersten Saison war Alzner eher unauffällig und konnte in der Offensive mit nur zehn Torvorlagen kaum Akzente setzen. In der darauffolgenden Spielzeit konnte er sich steigern, erreichte aber mit den Hitmen in den Playoffs wie schon im Vorjahr nur die zweite Runde.
In der Saison 2006/07 entwickelte sich Alzner zum besten Verteidiger seines Teams und übernahm mit der Rolle des Assistenzkapitän auch Verantwortung innerhalb der Mannschaft. Aufgrund seiner immer besser werdenden Leistungen wurde er für die U20-Junioren-Weltmeisterschaft in den Kader der kanadischen Auswahl berufen, die am Ende im Januar 2007 die Goldmedaille gewann. In den Playoffs der WHL hatte Alzner in dieser Saison großen Anteil am Erreichen des Conference Finals mit 13 Scorerpunkten, jedoch scheiterten sie dort an den Medicine Hat Tigers.
Für den NHL Entry Draft 2007 wurde Alzner von den Talentspähern der National Hockey League (NHL) als zweitbester Verteidiger seines Jahrgangs geführt und wurde schließlich in der ersten Runde an fünfter Stelle von den Washington Capitals ausgewählt. Im Herbst 2007 trat er zusammen mit einer kanadischen U20-Auswahl in der Super Series gegen eine russische Mannschaft derselben Altersklasse an. Kanada gewann die acht Spiele dauernde Serie mit sieben Siegen und einem Unentschieden und Alzner steuerte ein Tor und drei Assists dazu bei.
Obwohl ihn viele als bereits reif genug ansahen um in der NHL zu spielen, kehrte er nochmal für eine Saison zu den Calgary Hitmen zurück, die er nun als Mannschaftskapitän anführte. Im Januar 2008 verteidigte er mit dem kanadischen U20-Team den Titel bei der U20-Junioren-Weltmeisterschaft. In der WHL punktete er zwar nicht mehr so häufig, wie in der Vorsaison, aber die Hitmen belegten mit der drittbesten Defensive der Liga den ersten Platz in der Eastern Conference. Für seine Leistungen wurde er daraufhin mit der Four Broncos Memorial Trophy als wertvollster Spieler und mit der Bill Hunter Memorial Trophy als bester Verteidiger der WHL ausgezeichnet.
Im Mai 2008 unterschrieb Alzner schließlich einen Einstiegsvertrag bei den Washington Capitals über drei Jahre und spielte zu Beginn der Saison 2008/09 in der American Hockey League (AHL) bei den Hershey Bears, dem Farmteam der Capitals, wurde aber im Laufe der Saison in den NHL-Kader berufen.
Mit Beginn der Saison 2010/11 etablierte sich Alzner im NHL-Aufgebot und absolvierte in den folgenden Spielzeiten bis Januar 2016 423 Spiele der regulären Saison in Folge. Damit übertraf er den bisherigen Franchise-Rekord von Bobby Carpenter, der von 1981 bis 1986 422 Spiele ohne Unterbrechung für die Capitals bestritten hatte. Nach insgesamt 655 Einsätzen inklusive der Playoffs für den Hauptstadtklub bis zum Ende der Saison 2016/17 verlängerte der Verteidiger seinen auslaufenden Vertrag nicht und kehrte dem Team nach neun gemeinsamen Spielzeiten den Rücken. Als Free Agent unterzeichnete er am 1. Juli 2017 einen Fünfjahresvertrag bei den Canadiens de Montréal, der ihm ein Gesamtgehalt von ca. 23 Millionen US-Dollar einbringen soll.
Zur Saison 2018/19 verlor Alzner jedoch seinen Stammplatz im Aufgebot der Canadiens und wurde daher im November 2018 zu den Rocket de Laval in die AHL geschickt. Nachdem sich daran im Folgejahr nichts geändert hatte, bezahlte man ihm im Oktober 2020 seine zwei verbleibenden Vertragsjahre aus (buy-out). In der Folge fand der Kanadier keinen neuen Verein und zog sich später aus dem aktiven Profisport zurück.

## Erfolge und Auszeichnungen
| - 2007 Teilnahme am CHL Top Prospects Game - 2007 WHL East Second All-Star Team - 2007 CHL Second All-Star Team - 2008 WHL East First All-Star Team - 2008 Four Broncos Memorial Trophy | - 2008 Bill Hunter Memorial Trophy - 2008 CHL Defenceman of the Year - 2008 CHL First All-Star Team - 2009 Calder-Cup-Gewinn mit den Hershey Bears - 2010 Calder-Cup-Gewinn mit den Hershey Bears |

### International
- 2005 Silbermedaille bei der World U-17 Hockey Challenge
- 2005 Goldmedaille beim Nations Cup
- 2007 Goldmedaille bei der U20-Junioren-Weltmeisterschaft
- 2008 Goldmedaille bei der U20-Junioren-Weltmeisterschaft

## Karrierestatistik

### International
Vertrat Kanada bei:
| - World U-17 Hockey Challenge 2005 - Nations Cup 2005 - U20-Junioren-Weltmeisterschaft 2007 | - Super Series 2007 - U20-Junioren-Weltmeisterschaft 2008 |

(Legende zur Spielerstatistik: Sp oder GP = absolvierte Spiele; T oder G = erzielte Tore; V oder A = erzielte Assists; Pkt oder Pts = erzielte Scorerpunkte; SM oder PIM = erhaltene Strafminuten; +/− = Plus/Minus-Bilanz; PP = erzielte Überzahltore; SH = erzielte Unterzahltore; GW = erzielte Siegtore; 1 Play-downs/Relegation; Kursiv: Statistik nicht vollständig)